# Богданов, Иван Фёдорович
Иван Фёдорович Богданов — советский хозяйственный и политический деятель.

## Биография
Родился в 1934 году. Член КПСС с 1957 года.
В 1975—1989 гг. — первый секретарь Калининского районного комитета КПСС города Ленинграда.
В 1980—1982 гг. — заведующий промышленным отделом Ленинградского горкома КПСС.
Делегат XXV съезда КПСС.
Жил в Санкт-Петербурге.

## Награды
- Орден Октябрьской Революции
- Орден Трудового Красного Знамени (1981)